# Grand Prix Formule 1 van Europa 2016
De Grand Prix Formule 1 van Europa 2016 werd gehouden op 19 juni op het Baku City Circuit. Het was de achtste race van het kampioenschap en de eerste keer dat er een Formule 1-race in Azerbeidzjan werd verreden. Het was tevens de laatste Grand Prix van Europa.

## Vrije trainingen

### Achtergrond
Voor het eerst sinds 2012 wordt er een Grand Prix van Europa georganiseerd. Tevens is het de eerste keer dat de race in Azerbeidzjan wordt gehouden. De race stond oorspronkelijk bekend als de "Grand Prix van Bakoe Europa", maar de naam van de stad werd later verwijderd.

### Uitslagen
- Er wordt enkel de top-5 weergegeven.

| Vrije training 1 | Pos | No | Coureur          | Constructeur         | Tijd     |
| ---------------- | --- | -- | ---------------- | -------------------- | -------- |
| Vrije training 1 | 1   | 44 | Lewis Hamilton   | Mercedes             | 1:46.435 |
| Vrije training 1 | 2   | 6  | Nico Rosberg     | Mercedes             | 1:46.812 |
| Vrije training 1 | 3   | 5  | Valtteri Bottas  | Williams-Mercedes    | 1:47.096 |
| Vrije training 1 | 4   | 14 | Fernando Alonso  | McLaren-Honda        | 1:47.989 |
| Vrije training 1 | 5   | 5  | Sebastian Vettel | Ferrari              | 1:48.627 |
| Vrije training 2 | Pos | No | Coureur          | Constructeur         | Tijd     |
| Vrije training 2 | 1   | 44 | Lewis Hamilton   | Mercedes             | 1:44.223 |
| Vrije training 2 | 2   | 6  | Nico Rosberg     | Mercedes             | 1:44.913 |
| Vrije training 2 | 3   | 11 | Sergio Pérez     | Force India-Mercedes | 1:45.336 |
| Vrije training 2 | 4   | 77 | Valtteri Bottas  | Williams-Mercedes    | 1:45.764 |
| Vrije training 2 | 5   | 27 | Nico Hülkenberg  | Force India-Mercedes | 1:45.920 |
| Vrije training 3 | Pos | No | Coureur          | Constructeur         | Tijd     |
| Vrije training 3 | 1   | 44 | Lewis Hamilton   | Mercedes             | 1:44.352 |
| Vrije training 3 | 2   | 6  | Nico Rosberg     | Mercedes             | 1:44.610 |
| Vrije training 3 | 3   | 27 | Nico Hülkenberg  | Force India-Mercedes | 1:45.540 |
| Vrije training 3 | 4   | 3  | Daniel Ricciardo | Red Bull-TAG Heuer   | 1:45.620 |
| Vrije training 3 | 5   | 5  | Sebastian Vettel | Ferrari              | 1:45.630 |

## Kwalificatie

### Gekwalificeerden
Nico Rosberg behaalde voor Mercedes zijn derde pole position van het seizoen, terwijl teamgenoot Lewis Hamilton crashte in de laatste minuten van de laatste kwalificatiesessie. Sergio Pérez kwalificeerde zich voor Force India knap als tweede, voor de Red Bull van Daniel Ricciardo en de Ferrari's van Sebastian Vettel en Kimi Räikkönen. De Williams-coureurs Felipe Massa en Valtteri Bottas werden zesde en achtste, met de Toro Rosso van Daniil Kvjat tussen hen in. Max Verstappen eindigde als negende en de top 10 werd afgesloten door de gecrashte Hamilton.
Sergio Pérez moest na een crash tijdens de derde vrije training zijn versnellingsbak wisselen, waardoor hij vijf startplaatsen straf kreeg. Ook Toro Rosso-coureur Carlos Sainz jr. en Renault-coureur Kevin Magnussen vervingen hun versnellingsbak na afloop van de race. Sainz kreeg ook vijf startplaatsen straf, terwijl bij de auto van Magnussen ook de ophanging werd aangepast, waardoor hij verplicht uit de pitstraat moet starten.

### Kwalificatie-uitslag
| Pos                 | No | Coureur           | Constructeur         | Q1       | Q2       | Q3       | Grid |
| ------------------- | -- | ----------------- | -------------------- | -------- | -------- | -------- | ---- |
| 1                   | 6  | Nico Rosberg      | Mercedes             | 1:43.685 | 1:42.520 | 1:42.758 | 1    |
| 2                   | 11 | Sergio Pérez      | Force India-Mercedes | 1:44.462 | 1:43.939 | 1:43.515 | 7    |
| 3                   | 3  | Daniel Ricciardo  | Red Bull-TAG Heuer   | 1:44.570 | 1:44.141 | 1:43.966 | 2    |
| 4                   | 5  | Sebastian Vettel  | Ferrari              | 1:45.062 | 1:44.461 | 1:43.966 | 3    |
| 5                   | 7  | Kimi Räikkönen    | Ferrari              | 1:44.936 | 1:44.533 | 1:44.269 | 4    |
| 6                   | 19 | Felipe Massa      | Williams-Mercedes    | 1:45.494 | 1:44.696 | 1:44.483 | 5    |
| 7                   | 26 | Daniil Kvjat      | Toro Rosso-Ferrari   | 1:44.694 | 1:44.687 | 1:44.717 | 6    |
| 8                   | 77 | Valtteri Bottas   | Williams-Mercedes    | 1:44.706 | 1:44.477 | 1:45.246 | 8    |
| 9                   | 33 | Max Verstappen    | Red Bull-TAG Heuer   | 1:44.939 | 1:44.387 | 1:45.570 | 9    |
| 10                  | 44 | Lewis Hamilton    | Mercedes             | 1:44.259 | 1:43.526 | 2:01.954 | 10   |
| 11                  | 8  | Romain Grosjean   | Haas-Ferrari         | 1:45.507 | 1:44.755 |          | 11   |
| 12                  | 27 | Nico Hülkenberg   | Force India-Mercedes | 1:44.860 | 1:44.824 |          | 12   |
| 13                  | 55 | Carlos Sainz jr.  | Toro Rosso-Ferrari   | 1:44.827 | 1:45.000 |          | 18   |
| 14                  | 14 | Fernando Alonso   | McLaren-Honda        | 1:45.525 | 1:45.270 |          | 13   |
| 15                  | 21 | Esteban Gutiérrez | Haas-Ferrari         | 1:45.300 | 1:45.349 |          | 14   |
| 16                  | 12 | Felipe Nasr       | Sauber-Ferrari       | 1:45.549 | 1:46.048 |          | 15   |
| 17                  | 88 | Rio Haryanto      | MRT-Mercedes         | 1:45.665 |          |          | 16   |
| 18                  | 94 | Pascal Wehrlein   | MRT-Mercedes         | 1:45.750 |          |          | 17   |
| 19                  | 22 | Jenson Button     | McLaren-Honda        | 1:45.804 |          |          | 19   |
| 20                  | 9  | Marcus Ericsson   | Sauber-Ferrari       | 1:46.231 |          |          | 20   |
| 21                  | 20 | Kevin Magnussen   | Renault              | 1:46.348 |          |          | Pit  |
| 22                  | 30 | Jolyon Palmer     | Renault              | 1:46.394 |          |          | 21   |
| 107% tijd: 1:50.942 |    |                   |                      |          |          |          |      |

## Wedstrijd

### Verslag
De race werd op overtuigende wijze gewonnen door Nico Rosberg, die zijn vijfde overwinning van het seizoen behaalde. Sebastian Vettel eindigde als tweede en Sergio Pérez wist, ondanks zijn gridstraf, als derde over de finish te komen nadat hij aan het begin van de laatste ronde de als vierde geëindigde Kimi Räikkönen in wist te halen. Lewis Hamilton kon na zijn slechte kwalificatie niet sterk genoeg terugkomen en eindigde als vijfde, voor Valtteri Bottas. Daniel Ricciardo en Max Verstappen werden zevende en achtste, nadat zij allebei in de laatste ronden de Force India van Nico Hülkenberg inhaalden. De top 10 werd afgesloten door Felipe Massa.

### Race-uitslag
| Pos. | No. | Coureur           | Constructeur         | Rondes | Tijd/Oorzaak uitval | Grid | Punten |
| ---- | --- | ----------------- | -------------------- | ------ | ------------------- | ---- | ------ |
| 1    | 6   | Nico Rosberg      | Mercedes             | 51     | 1:32:52.366         | 1    | 25     |
| 2    | 5   | Sebastian Vettel  | Ferrari              | 51     | +16.696             | 3    | 18     |
| 3    | 11  | Sergio Pérez      | Force India-Mercedes | 51     | +25.241             | 7    | 15     |
| 4    | 7   | Kimi Räikkönen    | Ferrari              | 51     | +33.102             | 4    | 12     |
| 5    | 44  | Lewis Hamilton    | Mercedes             | 51     | +56.335             | 10   | 10     |
| 6    | 77  | Valtteri Bottas   | Williams-Mercedes    | 51     | +1:00.886           | 8    | 8      |
| 7    | 3   | Daniel Ricciardo  | Red Bull-TAG Heuer   | 51     | +1:09.229           | 2    | 6      |
| 8    | 33  | Max Verstappen    | Red Bull-TAG Heuer   | 51     | +1:10.696           | 9    | 4      |
| 9    | 27  | Nico Hülkenberg   | Force India-Mercedes | 51     | +1:17.708           | 12   | 2      |
| 10   | 19  | Felipe Massa      | Williams-Mercedes    | 51     | +1:25.375           | 5    | 1      |
| 11   | 22  | Jenson Button     | McLaren-Honda        | 51     | +1:44.817           | 19   |        |
| 12   | 12  | Felipe Nasr       | Sauber-Ferrari       | 50     | +1 ronde            | 15   |        |
| 13   | 8   | Romain Grosjean   | Haas-Ferrari         | 50     | +1 ronde            | 11   |        |
| 14   | 20  | Kevin Magnussen   | Renault              | 50     | +1 ronde            | Pit  |        |
| 15   | 30  | Jolyon Palmer     | Renault              | 50     | +1 ronde            | 21   |        |
| 16   | 21  | Esteban Gutiérrez | Haas-Ferrari         | 50     | +1 ronde            | 14   |        |
| 17   | 9   | Marcus Ericsson   | Sauber-Ferrari       | 50     | +1 ronde            | 20   |        |
| 18   | 88  | Rio Haryanto      | MRT-Mercedes         | 49     | +2 ronden           | 16   |        |
| DNF  | 14  | Fernando Alonso   | McLaren-Honda        | 42     | Versnellingsbak     | 13   |        |
| DNF  | 94  | Pascal Wehrlein   | MRT-Mercedes         | 39     | Remmen              | 17   |        |
| DNF  | 55  | Carlos Sainz jr.  | Toro Rosso-Ferrari   | 31     | Ophanging           | 18   |        |
| DNF  | 26  | Daniil Kvjat      | Toro Rosso-Ferrari   | 6      | Ophanging           | 6    |        |

## Tussenstanden wereldkampioenschap
Betreft tussenstanden voor het wereldkampioenschap na afloop van de race.

### Coureurs
| Positie | No. | Rijder           | Team                 | Punten |
| ------- | --- | ---------------- | -------------------- | ------ |
| 01      | 6   | Nico Rosberg     | Mercedes             | 141    |
| 02      | 44  | Lewis Hamilton   | Mercedes             | 117    |
| 03      | 5   | Sebastian Vettel | Ferrari              | 96     |
| 04      | 7   | Kimi Räikkönen   | Ferrari              | 81     |
| 05      | 3   | Daniel Ricciardo | Red Bull-TAG Heuer   | 78     |
| 06      | 33  | Max Verstappen   | Red Bull-TAG Heuer   | 54     |
| 07      | 77  | Valtteri Bottas  | Williams-Mercedes    | 52     |
| 08      | 11  | Sergio Pérez     | Force India-Mercedes | 39     |
| 09      | 19  | Felipe Massa     | Williams-Mercedes    | 38     |
| 10      | 26  | Daniil Kvjat     | Toro Rosso-Ferrari   | 22     |

### Constructeurs
| Positie | Team                 | Punten |
| ------- | -------------------- | ------ |
| 01      | Mercedes             | 258    |
| 02      | Ferrari              | 177    |
| 03      | Red Bull-TAG Heuer   | 140    |
| 04      | Williams-Mercedes    | 90     |
| 05      | Force India-Mercedes | 59     |
| 06      | Toro Rosso-Ferrari   | 32     |
| 07      | McLaren-Honda        | 24     |
| 08      | Haas-Ferrari         | 22     |
| 09      | Renault              | 6      |